# Аеропрофил
Аеропрофил је облик попречног пресека узгонске површине, у равни непоремећене струје флуида, који га опструјава (пресек крила, крака елисе, лопатице турбине итд). Аеродинамика аеропрофила је иста као и крила бесконачне виткости, без утицаја крајева. Генерисање узгона, на аеропрофилу, последица је несиметричног опструјавања, оствареног са геометријском асиметријом и са поставком истог под нападни угао. Остварује се разлика расподеле брзине на горњој и доњој страни, па разлика и притиска, што резултује са силом узгона. На расподелу локалних брзина утиче геометрија аеропрофила: заобљеност носног дела, релативна дебљина и закривљеност. Раније су се аеропрофили дефинисали са процесом физичког обликовања и аеротунелског истраживања, проверавања, доказивања и стандардизовања. На такав класичан начин, развијене су велике серије аеропрофила NACA, ЦАГИ итд. Сада се аеропрофили рачунарски, софтверски моделирају, према унапред задатим аеродинамичким карактеристикама, а у аеротунелима се потврђују и доказују.

## Основа
Узгонске површине имају широку техничку примену, као што су крила, ротори и репне површине летелица, елисе, хидрокрила на пловилима, крила за узгон надоле на аутомобилима, лопатице турбина итд. Заједничка им је карактеристика да су им попречни пресеци, дуж размаха, аеропрофили одређеног облика. Свако тело са асиметричним опструјавањем ваздуха, или неког другог флуида, генерише силу узгона. Несиметрично опструјавање може бити последица асиметрије облика тела, долазак струјнице под неким углом, у односу на тело, или комбинација. Са асиметријом тела и са нападним углом, подешава се ефективно генерисање силе узгона.
Аеропрофили имају дугачку историју употребе. Још је Лилијентал, у периоду првих експеримената лета са машинама, приметио да закривљена плоча ствара већи узгон од равне. Све до 1915. године, аеропрофили су се пројектовали искуствено и одока, према интуицији. Средином Првог светског рата, у Немачкој у Гетингену почело је прво систематизовано испитивање аеропрофила. То су били аеропрофили које је Жуковски развио са конфорним пресликавањем. Према институту у Гетингену ти аеропрофили су носили ознаке G, као на пример G.387 и G.398. У САД, Макс Мунк (енгл. Max Munk) је, 1926. године, развио серију од 27 аеропрофила, који су детаљно испитани. Касније је НАСА систематизовано приступила развоју аеропрофила.
У првој половини 20. века још увек није била расположива теорија за озбиљније рачунско моделирање аеропрофила, а нису ни постојали рачунари за такав задатак. Тада се сводило пројектовање аеропрофила на поступак дуготрајних експерименталних истраживања у аеротунелима. Са развојем теоријских метода моделирања и рачунарске технологије, дошло се до рачунарских поступака са којима се добија геометрија аеропрофила, за претходно задате аеродинамичке услове, на било коме пресеку крила авиона. При пројектовању авиона, изаберу се битнији пресеци крила, на којима се одреди геометрија аеропрофила, а између два суседна се изврши графичка интерполација свих осталих.
На слици десно, приказана је функција коефицијента узгона од нападног угла, за један типичан аеропрофил, који је стандардизован према расположивим алатима у датом времену. Мерење коефицијента узгона је вршено у аеротунелу, у функцији промене нападног угла. Пад узгона, после горње крање превојне тачке, објашњава се са одвајањем ваздушне струје са горњаке аеропрофила, после критичног нападног угла.
Пројекат аеропрофила, основни је проблем аеродинамике авиона. Избор аеропреофила је везан за оптимизацију режима лета. Са асиметричним аеропрофилом, може се генерисати узгон и са нападним углом од нула степени, док са симетричним нормално се лети и на леђима, у акробацијама. Симетрични аеропрофил може се користити у већем дијапазону нападних углова, без појаве одвајања ваздушне струје. Трисонични аеропрофили имају заобљену нападну ивицу, која треба бити мање осетљива на промену нападног угла. За средње вредност Рејнолдсових бројева, још пре појаве максималне дебљине граничног слоја, долази до одвајања струје. Суперсонични аеропрофил има оштру предњу ивицу, праве изводнице и има многоугаони облик и веома је осетљив на повећање нападног угла. Трисонични аеропрофил је са заокруженом нападном ивицом. Он је мање осетљив на измену нападног угла.
Савремени авиони имају променљиве аеропрофиле, дуж размаха, тако да сваки оптимално одговара потребама дела крила на коме се налази.
Аеропрофили за ламинарно струјање имају максималну кривину на 50% тетиве. Међутим, ламинарна функција струјања је угрожена са сваком нечистоћом на додирној површини, као што је киша, инсекти итд.

## Геометријски параметри
Основне геометријске карактеристике аеропрофила су:
- Тетива - права која спаја две крајње тачке аеропрофила.
- Средња линија - линија која спаја све центре уписаних кругова у контуру аеропрофила.
- Највећа закривљеност - највећа удаљеност средње линије и тетиве.
- Највећа дебљина - највећа удаљеност горње од доње контуре аеропрофила, нормално на правац тетиве.
- Релативна дебљина - однос дебљине аеропрофила и дужине тетиве.
- Полупречник предњег заобљења - дебљина на 1% тетиве од прве, предње тачке.
- Нападни угао - угао између праваца вектора брзине и тетиве.
- Нулти нападни угао - угао између правца тетиве и правца аеропрофила при нултом узгону.
- Брзина - правац резултујућег вектора брзине, непоремећене струје ваздуха.
- Центар потиска - пресек вектора резултујуће аеродинамичке силе и правца тетиве.
- Аеродинамички центар - тачка у односу на коју се не мења момент, са променом нападног угла.

## Класификација

### По облику
|  |

### Подкритични
У крозвучној области брзина струјања ваздуха око аеропрофила, на местима повећане кривине контуре нарасте локална брзина до брзине звука. На томе месту се појављује локални ударни талас, а тадашња брзина непоремећене ваздушне струје је еквивалент критичног Маховог броја. Појава локалних ударних таласа изазива пораст отпора и пад градијента узгона. Увек се тежи одложити та појава на веће брзине и сузити распон брзина тога процеса, до потпуног преласка у надзвучно струјање.
У циљу реализације овог циља пројектују се подкритични аеропрофили, којима је критични Махов број висок, што је могуће ближи јединици. У општем случају те аеропрофиле карактеришу:
- Оштрија нападна ивица, са мањим радијусом преласка, да би се смањило убрзање ваздушне струје;
- Место максималне дебљине се помера уназад (око половине тетиве), кривина горњаке се смањује и ублажује се локално убрзање струјања ваздуха.

Ове специфичности, у односу на класични аеропрофил, нису баш много уочљиве, на први поглед (слика доле десно).

### Надкритични
Надкритични аеропрофили се користе на режимима лета изнад критичног Маховог броја, односно на авионима чији режими лета су на надзвучним брзинама. Надзвучно локално струјање на горњаци аеропрофила се одлаже и ублажује, тако да су мањи губици енергије, односно да је што мањи пораст таласног отпора.
Надкритичне аеропрофиле карактерише (слика доле десно):
- Оштра нападна ивица;
- Максимална дебљина је померена на преко 50% тетиве, према излазној ивици.

### Стандард–норме
Више од 1.800 аеропрофила, стандардизовано је и користи се у серијској производњи авиона, раније свих а сада углавном цивилних. Највећа је породица NACA, са индефикацијом са 4 или 5 бројева.
- Значење 4-бројчаних ознака (нпр. ):
  - 1и број је вредност максималне кривине у процентима тетиве (нпр. 2 → 0,02  );
  - 2и број је удаљеност максималне кривине у процентима тетиве (нпр. 4 → 0,4 l );
  - 3и и 4и број означава релативну максималну дебљину, у процентима тетиве (нпр. 15 → 0,15 l ).
- Понекад се 4-бројчани аеропрофили и додатно означавају, као нпр. NACA 2415-24. Додатни бројеви значе:
  - 5и број значи радијус врха у процентима тетиве (нпр., 2 → 0,02  );
  - 6и број значи удаљеност максималне дебљине од врха, у процентима тетиве (нпр. 4 → 0,4 l ).
- Значење 5-бројчаних ознака (нпр. ):
  - 1и број помножен са 3 / 20 представља коефицијент узгона за који је аеропрофил пројектован;
  - 2и и 3и број дефинишу релативну максималну дебљину, у процентима од тетиве (нпр. 12 → 0.12 l).

## Теорија танког аеропрофила
Теорија танког аеропрофила је једноставна, односи се на везу узгона и нападног угла, у нестишљивом струјном пољу. Развио ју је немачки математичар Херман Глаурт. Заснива се на идеализацији дводимензијалног протока око танког аеропрофила. Чак се сматра да је аеропрофил нулте дебљине, на крилу бесконачног размаха.
Ова теорија има важност зато што пружа теоретску основу за важне особине дводимензионалног струјања:
- код симетричног аеропрофила, центар потиска ие на једној четвртини од дужине тетиве,
- код закривљеног аеропрофила центар потиска лежи на једној четвртини дужине тетиве и
- градијент узгона у функцији нападног угла је 2π по једном радијану.

На основу тога важи релација, за коефицијент узгона симетричног аеропрофила:
{\displaystyle C_{z}=2\pi \cdot \alpha }
Где је:
- {\displaystyle \ C_{z}} - коефицијент узгона
- {\displaystyle \ \alpha } - нападни угао
- {\displaystyle {\frac {\partial C_{z}}{\partial \alpha }}=2\pi } - градијент узгона

Коефицијент узгона за закривљени аеропрофил је :
{\displaystyle C_{z}={C_{z}}_{0}+2\pi \cdot \alpha }
Где је:
{\displaystyle \ {C_{z}}_{0}} - коефицијент узгона, при нултом нападном углу
Теорија танких аеропрофила се користи за нападне углове само до десетак степени.

## Приказ теорије танког аеропрофила
У овој теорији се аеропрофил сматра да је танак као линија y(x) и да генерише циркулацију.
Продукт циркулације је угаона брзина {\displaystyle w(x)} дуж линије тетиве l, где је:
{\displaystyle w(x)={\frac {1}{(2\pi )}}\int _{0}^{l}{\frac {\Gamma (x')}{(x-x')}}dx'}
Где је x је локација на којој је индукована брзина произведена, а x'
је место производње елемента вира и брзине, l је дужина тетиве аеропрофила.
Пошто не постоји проток по нормалној закривњеној контури аеропрофила, w(x) је компонента главног тока V, који је локално нормалан на раван — главни ток локално склони раван од угла α − dy / dx. Те је:
{\displaystyle V\cdot (\alpha -dy/dx)=w(x)={\frac {1}{(2\pi )}}\int _{0}^{l}{\frac {\Gamma (x')}{(x-x')}}dx'}
Ова једначина са интегралом се решава за {\displaystyle \Gamma (x),} после замене x са:
{\displaystyle \ x=c(1-\cos(\theta ))/2,}
као са развојем у ред Фуријера, добија се {\displaystyle \ A_{n}\sin(n\theta )}, са модификацијом по времену добија се {\displaystyle \ A_{0}(1+\cos(\theta ))/\sin(\theta ).}
| Те се добија: | {\displaystyle {\frac {\Gamma (\theta )}{(2v)}}=A_{0}{\frac {1+\cos \theta }{\sin \theta }}+\sum A_{n}\cdot \sin(n\theta ).} | Овај облик је познат као „Глауертови интеграли“. |

Коефицијенти су:
{\displaystyle A_{0}=\alpha -{\frac {1}{\pi }}\int _{0}^{\pi }(dy/dx)\cdot d\theta ;\qquad A_{n}={\frac {2}{\pi }}\int _{0}^{\pi }\cos(n\theta )(dy/dx)\cdot d\theta }
Према теореми Жуковског узгон је пропорционалан изразу:
{\displaystyle \rho V\int _{0}^{l}\Gamma (x)\cdot dx,} а момент → {\displaystyle \rho V\int _{0}^{l}\Gamma (x)\cdot x\cdot dx.}
Израчунавање коефицијента узгона зависи само од прва два члана Фуријеовог реда:
{\displaystyle \ C_{z}=2\pi (A_{0}+A_{1}/2).}
Коефицијент момента првенствено зависи само од А0, А1 и А2:
{\displaystyle \ C_{m}=-0.5\pi (A_{0}+A_{1}-A_{2}/2).}
За тачку на 1 / 4 тетиве биће:
{\displaystyle \ C_{m}(1/4l)=-\pi /4(A_{1}-A_{2}).}
Из овога следи да је центар потиска је у тачки 0,25 l ("четврт-тетиве"):
{\displaystyle \ \Delta x/l=\pi /4((A_{1}-A_{2})/C_{z}).}
Произилази да је то и аеродинамички центар, а то је тачка на четврт-тетиве. То је место где момент не зависе од нападног угла, односно од узгона:
{\displaystyle {\frac {\partial (C_{m})}{\partial (C_{z})}}=0.}

## Коришћена издања
- Ламинарно струјање
- NACA аеропрофили
- Опште о аеропрофилима